# SOAK
『SOAK』（ソーク）は日本のバンド・ねごとの5枚目のフルアルバム。2017年12月13日に発売。発売元はKi/oon Music。

## 概要
フルアルバムとしては『ETERNALBEAT』からわずか10ヶ月ぶりのリリースとなり、2017年2枚目となる。本作には『ETERNALBEAT』以降の2017年にシングルの表題曲、が収録されている。
通常盤と初回生産限定盤の2形態で発売。初回盤にはDVDが付属しており、ディスク2のDVDには収録曲から未公開バージョンを含む「DANCER IN THE HANABIRA」のミュージックビデオ、6月に恵比寿LIQUIDROOM で行われたライブ「ETERNALBEAT NIGHT」から、当日ライブ初披露となったアルバム収録シングルの3曲が収録されている。
また、前作『ETERNALBEAT』を提げ開催されたツアー「ねごと ワンマンツアー2017“ETERNALBEAT”」より、3月24日にZepp DiverCity (TOKYO)にて行われたツアーファイナルの模様を収めたライブ映像作品「“ETERNALBEAT” TOUR 2017」も同日発売される。
前作の制作段階で2017年は作品を多く制作する年にすることを決めており、シングルも2枚リリースした。
前作『ETERNALBEAT』でのエレクトロニカの路線を踏襲しつつ、前作以上に多様なジャンルの要素やビートを参考に、振れ幅のある作品となった。また、前作に参加した中野雅之（BOOM BOOM SATELLITES）、益子樹（ROVO）が今作でもサウンドプロデューサーとして数曲に参加している。
このアルバム発売から約1年後の2018年12月28日にバンドが解散を発表したため、これがねごとにとって最後の作品となった。

## 収録内容

### DISC 1
両形態共通となっている。
1. DANCER IN THE HANABIRA
  - 作詞:蒼山幸子／作曲:蒼山幸子、沙田瑞紀／編曲:ねごと&中野雅之（BOOM BOOM SATELLITES）
  - ボーカル&コーラス:蒼山幸子

プログラミング&コーラス:沙田瑞紀
シンセベース&コーラス:藤咲佑
コーラス:澤村小夜子
  - サウンドプロデュース&レコーディング&ミキシングエンジニア:中野雅之（BOOM BOOM SATELLITES）
2. INSIDE OUTSIDE
  - 作詞／作曲:沙田瑞紀／編曲:ねごと&益子樹（ROVO）
  - ボーカル:蒼山幸子

ギター&プログラミング&コーラス:沙田瑞紀
シンセベース&コーラス:藤咲佑
ドラム&コーラス:澤村小夜子
  - サウンドプロデュース&レコーディング&ミキシングエンジニア:益子樹（ROVO）
3. WORLDEND
  - 作詞:蒼山幸子／作曲:蒼山幸子&沙田瑞紀／編曲:ねごと
  - ボーカル&コーラス:蒼山幸子

ギター&プログラミング&コーラス:沙田瑞紀
シンセベース:藤咲佑
ドラム:澤村小夜子
  - 2017年11月16日にLINE LIVEにて配信[5] された「ねごと 結成10周年＆New Album発売記念SP」内にてオンエア解禁された。
4. サタデーナイト
  - 作詞／作曲:蒼山幸子／編曲:ねごと&中野雅之（BOOM BOOM SATELLITES）
  - ボーカル&コーラス&ハンドクラップ:蒼山幸子

ギター&コーラス&ハンドクラップ:沙田瑞紀
シンセベース&コーラス&ハンドクラップ:藤咲佑
ドラム&コーラス&ハンドクラップ:澤村小夜子
  - サウンドプロデュース&レコーディング&ミキシングエンジニア:中野雅之（BOOM BOOM SATELLITES）[6]
  - 2017年11月4日にFM802「ROCK KIDS 802 -YUME GO AROUND-」内にてラジオオンエアが初解禁された[6]。
  - 2017年11月16日より各配信サイト・サブスクリプションサービスにてアルバムより先行配信がスタート[5]。
5. Fall Down
  - 作詞／作曲:沙田瑞紀／編曲:ねごと
  - ボーカル&コーラス:蒼山幸子

ギター&プログラミング&コーラス:沙田瑞紀
エレキベース:藤咲佑
ドラム&シェイカー:澤村小夜子
6. moon child
  - 作詞／作曲:沙田瑞紀／編曲:ねごと&益子樹（ROVO）
  - ボーカル&コーラス:蒼山幸子

ギター&プログラミング&コーラス:沙田瑞紀
エレキベース&シンセベース&コーラス:藤咲佑
ドラム:澤村小夜子
  - サウンドプロデュース&レコーディング&ミキシングエンジニア:益子樹（ROVO）
7. undone
  - 作詞:藤咲佑／作曲:沙田瑞紀&藤咲佑／編曲:ねごと&益子樹（ROVO）
  - ボーカル&コーラス:蒼山幸子

ギター&プログラミング&コーラス:沙田瑞紀
エレキベース&コーラス:藤咲佑
ドラム&コーラス:澤村小夜子
  - サウンドプロデュース&レコーディング&ミキシングエンジニア:益子樹（ROVO）
8. ALL RIGHT
  - 作詞:蒼山幸子／作曲:蒼山幸子&沙田瑞紀&澤村小夜子／編曲:ねごと
  - ボーカル&コーラス:蒼山幸子

ギター&プログラミング&コーラス:沙田瑞紀
エレキベース&コーラス:藤咲佑
ドラム&コーラス:澤村小夜子
  - レコーディング&ミキシングエンジニア:佐藤雅彦
9. シリウス
  - 作詞:澤村小夜子／作曲:沙田瑞紀&蒼山幸子／編曲:ねごと
  - ボーカル&コーラス:蒼山幸子

ギター&プログラミング&コーラス:沙田瑞紀
エレキベース&コーラス:藤咲佑
ドラム&コーラス:澤村小夜子
  - レコーディング&ミキシングエンジニア:美濃隆章（toe）
10. 水中都市
  - ボーカル&コーラス:蒼山幸子

ギター&コーラス:沙田瑞紀
エレキベース&シンセベース&コーラス:藤咲佑
ドラム&コーラス:澤村小夜子
  - サウンドプロデュース&レコーディング&ミキシングエンジニア:中野雅之（BOOM BOOM SATELLITES）
11. 空も飛べるはず [Bonus Track]
  - 作詞／作曲:草野正宗／編曲:ねごと
  - ボーカル:蒼山幸子

ギター&プログラミング&コーラス:沙田瑞紀
エレキベース&コーラス:藤咲佑
ドラム&コーラス:澤村小夜子
  - レコーディング&ミキシングエンジニア:佐藤雅彦
  - スピッツの楽曲のカバー。

### 初回生産限定盤

#### DISC 2 (DVD)
1. DANCER IN THE HANABIRA -Music Video-
  - ディレクター:東市篤憲
2. DANCER IN THE HANABIRA -Music Video- -Dancer Ver.-
  - ディレクター:東市篤憲

本編にも出演している東京ゲゲゲイのYUYUによるダンスがフルバージョンで収められている。
3. DANCER IN THE HANABIRA 2017/6/26 LIQUIDROOM「ETERNALBEAT NIGHT」
4. 空も飛べるはず 2017/6/26 LIQUIDROOM「ETERNALBEAT NIGHT」
5. ALL RIGHT 2017/6/26 LIQUIDROOM「ETERNALBEAT NIGHT」
  - 6月に行われたライブより、当日初披露となったアルバム収録シングル曲を収録。

## 制作クレジット
- マスタリング・エンジニア：Randy Merrill（スターリング・サウンド / Sterling Sound）
- アートディレクター／デザイナー：木村豊（Central67）
フォトグラファー：太田好治
- ディレクター：日笠山邦仁（キューンミュージック）
A&R：坂本勉、尾崎健太（キューンミュージック）
チーフA&R：古川友理、前川順一（キューンミュージック）
- アーティストマネージャー：加島広宣（ソニー・ミュージックアーティスツ）
チーフマネージャー：山岸ケン、羽深孝（ソニー・ミュージックアーティスツ）
- エグゼクティブ・プロデューサー：石川将人、白井嘉一郎（キューンミュージック）、
桂田大助、大谷英彦（ソニー・ミュージックレーベルズ）、
 斉藤剛、田沼功（ソニー・ミュージックアーティスツ）

- DANCER IN THE HANABIRA
- サタデーナイト
- 水中都市
サウンドプロデュース／レコーディング・エンジニア／ミキシング・エンジニア：中野雅之（BOOM BOOM SATELLITES）
レコーディングスタジオ：中野雅之プライベートスタジオ
- 空も飛べるはず
- ALL RIGHT
レコーディング・エンジニア／ミキシング・エンジニア：佐藤雅彦
アシスタント・エンジニア：宮本耕三
レコーディングスタジオ：Sound Valley、Basement Studio、ki/ki studio
- INSIDE OUTSIDE
- moon child
- undone
サウンドプロデュース／レコーディング・エンジニア／ミキシング・エンジニア：益子樹（ROVO）
レコーディングスタジオ：FLOAT
- WORLDEND
- Fall Down
レコーディング・エンジニア／ミキシング・エンジニア：Ryosuke Fujii
アシスタント・エンジニア：阿部幸介
レコーディングスタジオ：Studio GREENBIRD、SME乃木坂スタジオ
- シリウス
レコーディング・エンジニア／ミキシング・エンジニア：美濃隆章（toe）
アシスタント・エンジニア：Kenta Funamura
レコーディングスタジオ：Sound DARI STUDIO

## リリース日一覧
| 地域       | リリース日     | レーベル                              | 規格                   | カタログ番号    | 備考                                               |
| ---------- | -------------- | ------------------------------------- | ---------------------- | --------------- | -------------------------------------------------- |
| 日本       | 2017年12月13日 | Ki/oon Music / Sony Music Labels Inc. | 12cmCD+12cmCD+DVD      | KSCL-3010, 3011 | 初回生産限定盤                                     |
| 日本       | 2017年12月13日 | Ki/oon Music / Sony Music Labels Inc. | 12cmCD                 | KSCL-3012       | 通常盤                                             |
| 日本       | 2017年12月13日 | Ki/oon Music / Sony Music Labels Inc. | デジタル・ダウンロード | A2001130805     | レコチョク AAC 128/320kbps                         |
| 日本       | 2017年12月13日 | Ki/oon Music / Sony Music Labels Inc. | デジタル・ダウンロード | A2001130805     | レコチョク ハイレゾ FLAC 96.0kHz/24bit 128/320kbps |
| 日本       | 2017年12月13日 | Ki/oon Music / Sony Music Labels Inc. | デジタル・ダウンロード | 4547366339185   | mora AAC-LC 320kbps                                |
| 日本       | 2017年12月13日 | Ki/oon Music / Sony Music Labels Inc. | デジタル・ダウンロード | 4547366341546   | mora ハイレゾ FLAC 96.0kHz/24bit                   |
| 世界5カ国  | 2017年12月15日 | Ki/oon Music / Sony Music Labels Inc. | デジタル・ダウンロード | B077XBS26S      | Amazon.co.jp                                       |
| 世界37カ国 | 2017年12月15日 | Ki/oon Music / Sony Music Labels Inc. | デジタル・ダウンロード | 1311350419      | Apple Music・iTunes Store                          |

## タイアップ
| 曲名           | タイアップ                    |
| -------------- | ----------------------------- |
| 空も飛べるはず | 映画『トリガール!』主題歌     |
| ALL RIGHT      | 映画『トリガール!』挿入歌     |
| ALL RIGHT      | café & pancakes gram CMソング |